# مذبحة لدلو

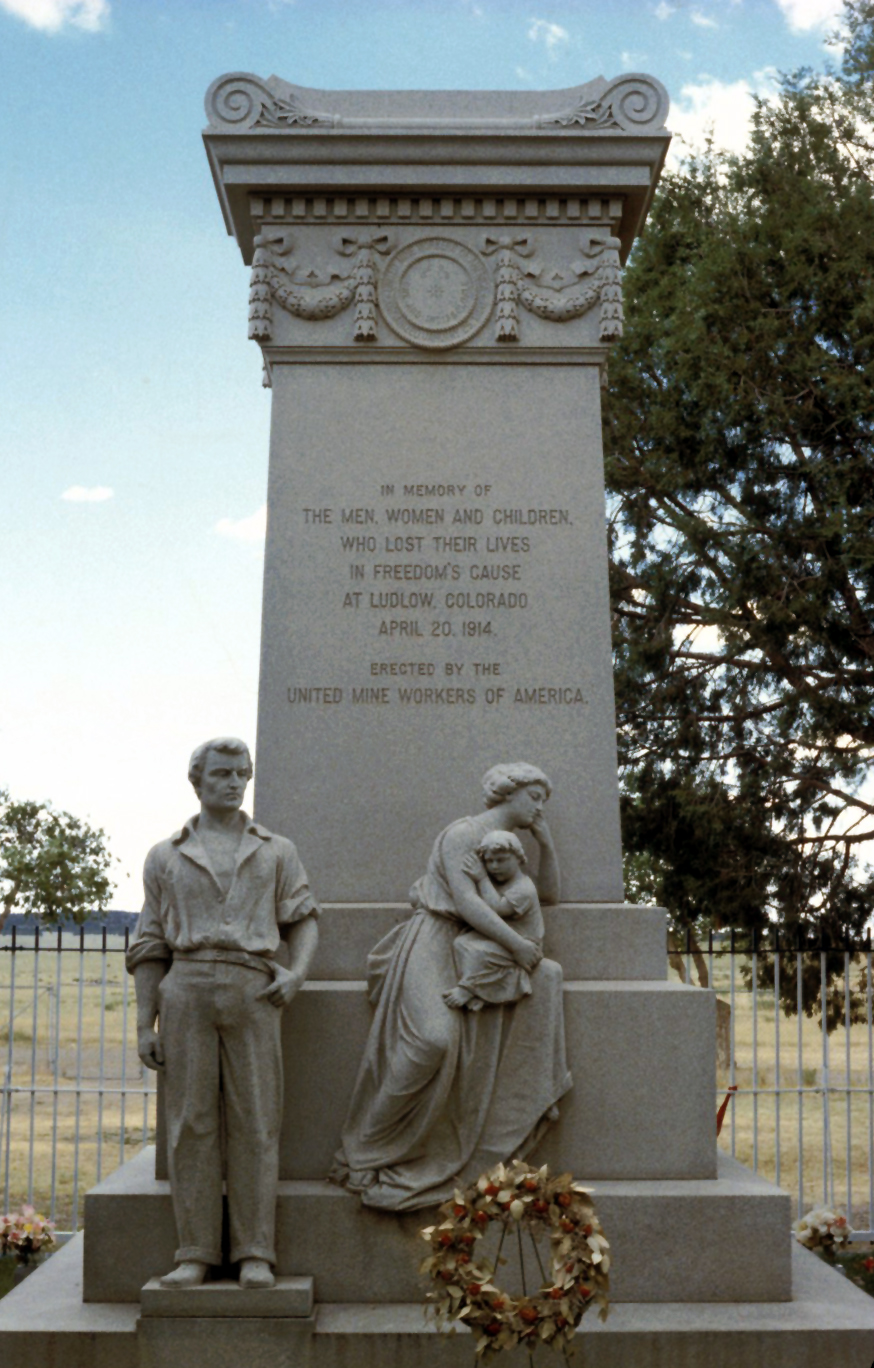
نصب لدلو التذكاري بناه أتحاد عمال مناجم أمريكا.

مذبحة لدلو (بالإنجليزية: Ludlow Massacre) كانت هجوماً من الحرس الوطني بكولورادو وحراس معسكر شركة كولورادو للوقود والحديد على مخيم يأوي 1,200 عامل منجم فحم مضرب وأسرهم في لدلو، كولورادو، في 20 أبريل 1914. تسع وثلاثون شخصاً، منهم نساء وأحد عشر طفلاً، قـُتلوا؛ جون روكفلر، صاحب المنجم، تلقى انتقادات واسعة لما حدث.
المذبحة، كانت تتويجاً لضربة دموية واسعة النطاق ضد مناجم الفحم بكولورادو، أدت بوفاة ما بين 19 و26 شخص؛ وكانت هناك تقديرات متفاوتة لأعداد الضحايا شملت سيدتين و11 طفل، توفوا جراء الأختناق أو الحرق، في مخيم واحد. حدثت الوفيات بعد قتال طوال اليوم بين مليشيا وحراس المعسكر ضد العمال المضربين عن العمل. لدلو كان أكثر الحوادث الفردية المميتة في إضراب الفحم بجنوب كولورادو، والذي بدأ من سبتمبر 1913 حتى ديسمبر 1914. كان الاضراب تحت تنظيم اتحاد عمال مناجم أمريكا (UMWA) ضد شركات تعدين الفحم في كولورادو. أكبر ثلاث شركات مستهدفة كانت شركة كولورادو للوقود والفحم ملك عائلة روكفلر، شركة جبال روكي للوقود، وشركة فيكتور-أمريكان للوقود.
الانتقام للدلو، قام عمال المناجم بتسليح أنفسهم ومهاجمة عشرات المناجم على مدى العشرة أيام التالية، تدمير الممتلكات والاشتباك في العديد من المناوشات مع الحرس الوطني بكولورادو على جبهة بامتداد 40 ميل من ترينيداد إلى والسنبورغ. سقط جراء الهجوم ما بين 69 إلى 199 شخص. توماس جي أندروز وصف المذبحة على أنها «الهجوم الأكثر فتكاً في تاريخ الولايات المتحدة».
كانت مذبحة لدلو لحظة فاصلة في العلاقات العمالية الأمريكية. المؤرخ هاوارد زين وصف مذبحة لدلو على أنها «ذروة لما قد يكون أعنف نضال بين القوى المؤسسية والعمال في التاريخ الأمريكي».
أستجاب الكونغرس للغضب الجماهيري بتكليف لجنة المناجم والتعدين بمجلس النواب بالتحقيق في الحادث. قامت اللجنة بعمل تقرير، ونشر عام 1915، وكان له تأثير على تعزيز قوانين عمالة الأطفال ويوم العمل ذو الثمان ساعات.
موقع لدلو، 12 ميل (19 كم) جنوب ترينيداد، كولورادو، هو حالياً بلدة أشباح. موقع المذبحة ملك لشركة كولورادو للوقود والفحم، والتي أقامت نصب تذكاري من الغرانيت إحياءاً لذكرى عمال المناجم وعائلاتهم الذين توفوا في ذلك اليوم. موقع مستعمرة مخيم لدلو أُدرج كمعلم تاريخي وطني في 16 يناير 2009، وخُصص في 28 يونيو 2009. التحقيق الأثري الحديث يدعم بشكل كبير روايات العمال عن الحدث.

## وصلات خارجية
- The World Socialist Web Site A four part series on the history of the massacre and its place in the history of the American working class.
- The Colorado Coal Field War Project An account of the strike and the assault by the Colorado State National Guard, published by University of Denver's Anthropology department.
- Phelps-Dodge Mine explosion, 1913. During the time of the Colorado Coalfields Strike (which included Ludlow) this mine in New Mexico exploded, killing 263 men, the 2nd deadliest mine disaster in US history. It was owned by Rockefeller-in-law M. Hartley-Dodge, owner of Remington Arms.
- Ludlow Massacre – Historical Background Background material prepared by the Colorado Bar for the 2003 Colorado Mock Trial program
- The Ludlow Massacre نسخة محفوظة 14 يوليو 2014 على موقع واي باك مشين. on libcom.org/history
- The lyrics to Woodie Guthrie's Ludlow Massacre are here  and the lyrics to Guthrie's closely related song about copper miners in Calumet, Michigan, 1913 Massacre, are here.
- The Virtual Oral/Aural History Archive نسخة محفوظة 7 يناير 2008 على موقع واي باك مشين. Audio of an interview with Ludlow survivor Mary Thomas O'Neal in 1974.
- Howard Zinn on the ludlow Massacre
- Caleb Crain, "There Was Blood: The Ludlow Massacre Revisited," The New Yorker January 19, 2009.
- Caleb Crain, "Notebook: The Ludlow Massacre Revisited," an annotated bibliography to the preceding article